# Dawn of the Planet of the Apes
Dawn of the Planet of the Apes is een Amerikaanse sciencefictionfilm uit 2014, geregisseerd door Matt Reeves. De film is het vervolg op de film Rise of the Planet of the Apes uit 2011, die begon als reboot van de originele filmreeks: Planet of the Apes.

## Verhaal
In de stad San Francisco overleven nog enkele mensen die immuun zijn voor het agressieve virus dat zich heeft verspreid na Rise of the Planet of the Apes. Als Malcolm met zijn gezin op onderzoek uit is in de bossen aan de rand van de stad, worden ze geconfronteerd met geëvolueerde mensapen. De leider van de groep mensapen, Caesar, verjaagt deze indringers. Een andere mensaap, Koba, voelt zich bedreigd door hen en wil deze laatst overgebleven mensen uitroeien. Dreyfus, die de leiding heeft in de stad, hoort Malcolm zijn verhaal over deze mensapen en ziet deze als bedreiging, waardoor de vrede niet lang zal standhouden.

## Rolverdeling
| Acteur               | Personage       |
| -------------------- | --------------- |
| Andy Serkis          | Caesar          |
| Jason Clarke         | Malcolm         |
| Gary Oldman          | Dreyfus         |
| Keri Russell         | Ellie           |
| Toby Kebbell         | Koba            |
| Kodi Smit-McPhee     | Alexander       |
| Kirk Acevedo         | Carver          |
| Nick Thurston        | Blue Eyes       |
| Terry Notary         | Rocket          |
| Karin Konoval        | Maurice         |
| Judy Greer           | Cornelia        |
| Jon Eyez             | Foster          |
| Doc Shaw             | Ash             |
| Lee Ross             | Grey            |
| Richard King         | Stone           |
| James Franco (cameo) | Dr. Will Rodman |

## Achtergrond
De opnames vonden plaats van april 2013 tot en met juli 2013 in New Orleans en San Francisco in de Verenigde Staten en in Campbell River en Vancouver in Canada. De film werd op 11 juli 2014 uitgebracht in de Verenigde Staten. De soundtrack is gecomponeerd door Michael Giacchino en wordt door Sony Masterworks uitgebracht op 12 augustus 2014.